# Emile-Edgard Jeunehomme
Émile-Edgard (Milou) Jeunehomme (Luik, 8 april 1924 - 19 januari 2001) was een Belgisch volksvertegenwoordiger.

## Levensloop
Na zijn humaniora aan het Atheneum van Luik, werd Jeunehomme oorlogsvrijwilliger in de Brigade Piron. Hij promoveerde in 1948 tot doctor in de rechten en licentiaat in het notariaat aan de Universiteit van Luik en werd beroepshalve advocaat. Ook werd hij van 1949 tot 1958 professor politieke economie aan de Universiteit Luik en was van 1964 tot 1966 ondervoorzitter van het Institut d’Étude économique et sociale des classes moyennes. Als zoon van Edgard Jeunehomme, die een van de stichters was van de Amitiés françaises in Luik, was hij zelf lid van het directiecomité van deze vereniging.
Voorzitter geworden van de Jonge liberalen en van de Liberale studenten, werd hij lid van de Liberale Partij. Van 1961 tot 1971 was hij secretaris-generaal en vervolgens ondervoorzitter van de PLP. Van 1971 tot 1973 was hij voorzitter van de partij.
Hij werd in 1958 voor het arrondissement Luik verkozen tot lid van de Kamer van volksvertegenwoordigers en vervulde dit mandaat tot in 1977. Van 1968 tot 1974 was hij ondervoorzitter van de Kamer. Van 1977 tot 1978 zetelde hij voor de PRLW als rechtstreeks gekozen senator in de Senaat. Van 1973 tot 1975 en van 1976 tot 1977 was hij ook voorzitter van de Cultuurraad voor de Franse Cultuurgemeenschap, waarin hij automatisch zetelde als parlementslid.
Hij was Waals militant en was al voorstander van het federalisme vanaf de jaren 1970.